# Will Champion
William "Will" Champion (sinh 31 tháng 7 năm 1978) là một nhạc sĩ kiêm nhạc công người Anh. Anh được biết đến với vai trò là tay trống và hát phụ cùng với trưởng nhóm Chris Martin của ban nhạc Coldplay.

## Thời thơ ấu và giáo dục
Will Champion được sinh ra tại Southampton, Hampshire, Anh vào 31 tháng 7 năm 1978. Sau đó anh được gia đình đưa đến Highfield - vùng ngoại ô của thành phố, gần trường đại học Southampton. Đây cũng là nơi cha anh, một giáo sư khảo cổ học đang làm việc và nghiên cứu.
Khi còn nhỏ, Will đã bị ảnh hưởng âm nhạc bởi Tom Waits, Nick Cave và âm nhạc dân gian truyền thống Ireland. Anh bắt đầu học chơi piano và violin từ khi mới lên 8 và bắt đầu học chơi guitar năm 12 tuổi. Anh cũng hiểu biết ít nhiều về âm bass và âm thanh huýt sáo. Trước khi tham gia Coldplay, anh đã từng chơi trong một ban nhạc có tên là Fat Hamster.
Trong suốt quá trình đi học, anh học tại trường tiểu học Portswood, trường trung học chuyên Toán và Tin học và trường cao đẳng Peter Symonds.
Anh đã và đang tham gia Giáo hội Highfield và một cầu thủ chơi cricket cùng với anh trai mình tại câu lạc bộ Ford CC.

## Danh sách đĩa nhạc == Discography

### Với Coldplay
- Parachutes (2000)
- A Rush of Blood to the Head (2002)
- X&Y (2005)
- Viva la Vida or Death and All His Friends (2008)
- Mylo Xyloto (2011)
- Ghost Stories (2014)
- A Head Full of Dreams (2015)
- Everyday Life (2019)
- Music of the Spheres (2021)
- Moon Music (2024)

### Ghi công một mình
- Past Perfect Future Tense (2004) – tay trống
- Someday World (2014) – tay trống